# Incidenti aerei con vittime sportive
Questa è una lista di incidenti di aerei adibiti al trasporto pubblico passeggeri, che ha visto coinvolti atleti e/sportivi in genere.
| Incidente                                    | Data              | Luogo                     | Squadra                                                           | Sport                 | Vittime |
| -------------------------------------------- | ----------------- | ------------------------- | ----------------------------------------------------------------- | --------------------- | ------- |
| Tragedia di Dieppe                           | 8 novembre 1948   | Dieppe                    | Nazionale di hockey su ghiaccio della Cecoslovacchia              | hockey su ghiaccio    | 8       |
| Tragedia di Superga                          | 4 maggio 1949     | Superga, Torino           | Torino                                                            | calcio                | 31      |
| Volo Air France 009                          | 28 ottobre 1949   | São Miguel                | Marcel Cerdan                                                     | pugilato              | 48      |
| Disastro aereo di Sverdlovsk                 | 5 gennaio 1950    | Sverdlovsk                | VVS Mosca                                                         | hockey su ghiaccio    | 19      |
| Volo Trans-Canada Air Lines 810              | 9 dicembre 1956   | Chilliwack                | Saskatchewan Roughriders, Winnipeg Blue Bombers                   | football canadese     | 62      |
| Disastro aereo di Monaco di Baviera          | 6 febbraio 1958   | Monaco di Baviera         | Manchester Utd                                                    | calcio                | 23      |
| Volo KLM 607-E                               | 14 agosto 1958    | Oceano Atlantico          | Nazionale di scherma dell'Egitto                                  | scherma               | 99      |
| Disastro aereo di Kastrup                    | 16 luglio 1960    | Kastrup, Copenaghen       | Nazionale olimpica di calcio della Danimarca                      | calcio                | 8       |
| Volo Sabena 548                              | 15 febbraio 1961  | Berg, Bruxelles           | Nazionale di pattinaggio sul ghiaccio di figura degli Stati Uniti | pattinaggio di figura | 73      |
| Tragedia del Green Cross                     | 3 aprile 1961     | Nevado de Longaví         | Green Cross                                                       | calcio                | 24      |
| Tragedia di Brema                            | 28 gennaio 1966   | Brema                     | Nazionale italiana di nuoto                                       | nuoto                 | 46      |
| Tragedia del The Strongest                   | 26 settembre 1969 | Viloco                    | The Strongest                                                     | calcio                | 83      |
| Disastro aereo di Las Americas               | 15 febbraio 1970  | Mare Caraibico            | Nazionale femminile di pallavolo di Portorico                     | pallavolo             | 102     |
| Volo Southern Airways 932                    | 14 novembre 1970  | Ceredo                    | Squadra di football americano della Marshall University           | football americano    | 75      |
| Disastro aereo delle Ande                    | 13 ottobre 1972   | Glaciar de las Lágrimas   | Old Christians Club                                               | rugby                 | 29      |
| Incidente aereo di Graham Hill               | 29 novembre 1975  | Arkley Golf court, Barnet | Team Embassy Hill                                                 | Formula 1             | 6       |
| Volo Cubana 455                              | 6 ottobre 1976    | Bridgetown                | Nazionale giovanile cubana di scherma                             | scherma               | 73      |
| Collisione aerea di Dniprodzeržyns'k         | 11 agosto 1979    | Dniprodzeržyns'k          | Paxtakor                                                          | calcio                | 178     |
| Volo LOT Polish Airlines 7                   | 14 marzo 1980     | Varsavia                  | Nazionale dilettantistica di pugilato degli Stati Uniti           | pugilato              | 87      |
| Disastro aereo dell'Alianza Lima             | 8 dicembre 1987   | Callao                    | Alianza Lima                                                      | calcio                | 43      |
| Volo Surinam Airways 764                     | 7 giugno 1989     | Paramaribo                | Colourful 11                                                      | calcio                | 176     |
| Disastro aereo dello Zambia                  | 27 aprile 1993    | Libreville                | Nazionale di calcio dello Zambia                                  | calcio                | 30      |
| Incidente aereo della Lokomotiv Jaroslavl'   | 7 settembre 2011  | Jaroslavl'                | Lok. Jaroslavl’                                                   | hockey su ghiaccio    | 44      |
| Volo Lamia Airlines 2933                     | 29 novembre 2016  | La Unión                  | Chapecoense                                                       | calcio                | 71      |
| Incidente aereo del Palmas Futebol e Regatas | 24 gennaio 2021   | Porto Nacional            | Palmas Futebol e Regatas                                          | calcio                | 6       |
| Collisione aerea del fiume Potomac           | 29 gennaio 2025   | Washington                | Nazionale di pattinaggio sul ghiaccio di figura degli Stati Uniti | pattinaggio di figura | 67      |